# Font de Panedes
Font de Panedès és un indret on es troba un jaciment arqueològic situat al municipi de Llagostera, (Gironès) inclòs a l'Inventari del Patrimoni Arqueològic i Paleontològic de Catalunya.

## Descripció
El jaciment arqueològic és en una zona d'explotació agropecuària, en un planell amb aigua abundant de rieres i fonts, a la carretera de Llagostera a Romanyà de la Selva (en una vinya davant del trencant de la Font de Panedes, al sud-oest del Massís de les Gavarres, on s'inicia a la plana).
L'any 1960 el Sr. Sanz Roca descobreix oficialment el jaciment, del qual Miquel Oliva en recull materials. Però segurament F. Gonzalez Hurtebiese en fou el primer descobridor, l'any 1905 deixant-ne constància en un manuscrit (citant el material recollit pel Sr. Cama i que més tard fou ingressat al Museu Arqueològic de Girona). Pel que sembla, la recollida de material fou força arbitrària, ja que predominen les peces retocades sobre els fragments i les ascles. Hi ha una gran varietat de tipus d'estris, com perforadors, rascadores, làmines, laminetes i truncadures. Però els més destacats són els burins i els raspadors (que tendeixen al burí arquejat).
L'any 1986 N. Soler proposa que podria tractar-se d'un jaciment aurinyacià similar al de Cal Coix (Maçanet de la Selva). Però Miquel Oliva, a partir de la ceràmica a mà recollida (força malmesa) proposa que es tracta d'un jaciment post-paleolític. Ara bé, sobre la base dels nous materials lítics recollits pels membres de l'Associació Arqueològica de Llagostera els jaciment sembla consolidar-se com a conjunt paleolític, corresponent-se la ceràmica a una altra ocupació eventual del mateix lloc.